# Complejo Deportivo Ciudad de los Deportes

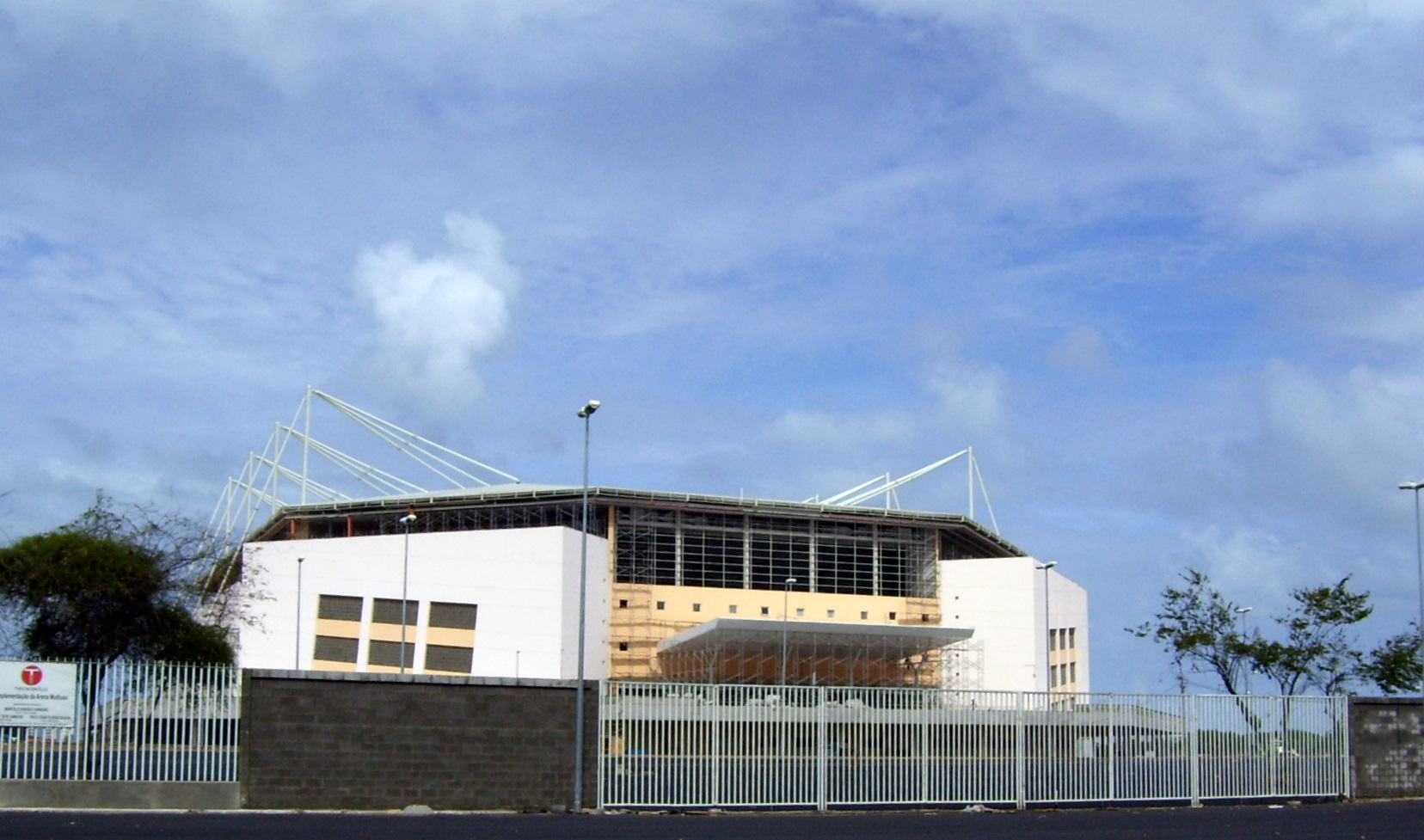
Arena Multiuso.

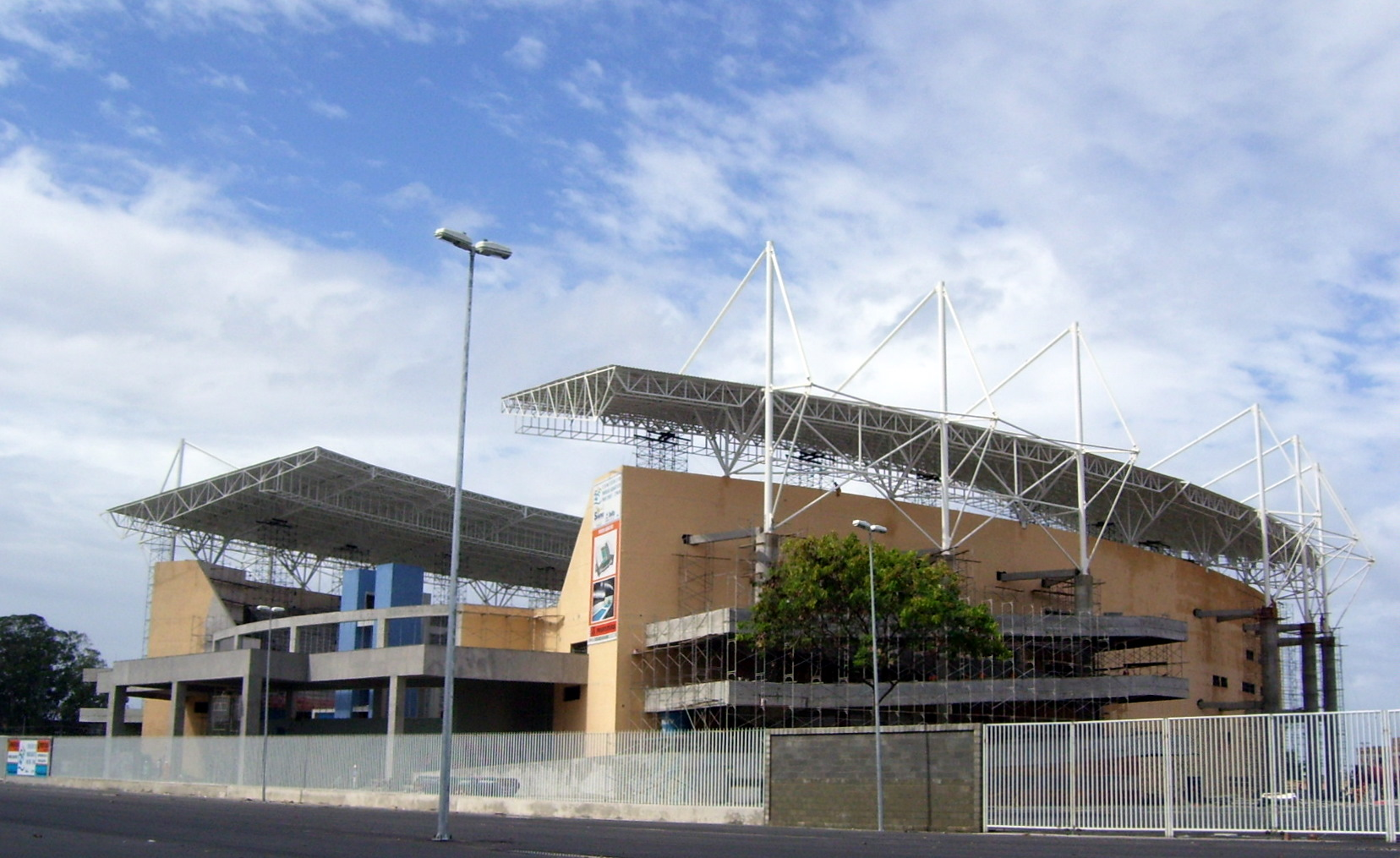
Parque Aquático Maria Lenk.

El Complejo Deportivo Ciudad de los Deportes (en portugués Complexo Esportivo Cidade dos Esportes) es un centro deportivo ubicado dentro del antiguo Autódromo Internacional Nelson Piquet en Río de Janeiro, Brasil.
Fue construido por la Prefectura de Río de Janeiro para albergar algunas de las modalidades que fueron disputadas en los Juegos Panamericanos 2007. Se construyeron tres grandes edificaciones; la Arena Multiuso de Río para las competiciones de baloncesto y gimnasia artística, con una capacidad para 15.000 personas; el Parque Acuático María Lenk un centro para natación, nado sincronizado y clavados o saltos con capacidad para albergar 5.000 personas; así como en el Velódromo Olímpico de Río para disputar ciclismo y patinaje de velocidad capaz de recibir 1.500 espectadores.